# Cetoacidosis alcohólica
La cetoacidosis alcohólica es un trastorno que va acompañado con hiperglucemia leve y ausencia de un nivel de alcoholemia elevado. 
En 1940, los doctores Edward S. Dillon, W. Wallace y Leon S. Smelo describieron por primera vez la cetoacidosis alcohólica como un síndrome distinto a la cetoacidosis diabética. Afirmaron que debido a los muchos y complejos factores, tanto fisiológicos como patológicos, que influyen en el equilibrio ácido-base del cuerpo, una multitud de procesos pueden provocar el estado de acidosis como resultado final.
En 1971, David W. Jenkins y colegas describieron casos de tres pacientes no diabéticos con antecedentes de abuso crónico de alcohol y episodios recurrentes de cetoacidosis. Este grupo también propuso un posible mecanismo subyacente para esta alteración metabólica y denominaron a este síndrome cetoacidosis alcohólica.
La cetoacidosis alcohólica se caracteriza por acidosis metabólica y niveles elevados de cetona sérica.

## Antecedentes
Este padecimiento se atribuye a los efectos combinados de la abstinencia alcohólica y la inanición sobre la secreción endógena de insulina y sobre los estímulos que incrementan la liberación de ácidos grasos libres y a la cetogénesis en pacientes en que existe la probabilidad de deterioro subyacente de la secreción de insulina. Algunos alcohólicos crónicos están predispuestos a episodios de vómitos intensos y dolor abdominal.

## Diagnóstico diferencial
Otras condiciones que pueden presentarse de manera similar incluyen otras causas de acidosis metabólica con brecha aniónica alta , como la cetoacidosis diabética , la ingestión de alcohol tóxico y la cetosis por inanición. La ingestión de alcohol tóxico incluye envenenamiento por metanol y etilenglicol. La pancreatitis , la hepatitis alcohólica y la gastritis también pueden provocar síntomas similares.  La proporción de beta-hidroxibutriato a acetoacetato suele ser mayor en la cetoacidosis alcohólica (8:1) en contraste con la cetoacidosis diabética (3:1).
Las principales diferencias entre pacientes con cetoacidosis diabética y los pacientes con cetoacidosis alcohólica, es que estos últimos suelen estar alerta y lúcidos a pesar de la gravedad de la acidosis y la cetonemia marcada.
El historial clínico puede mostrar una borrachera que finaliza en emesis y su causa es la interrupción de la ingesta de alcohol o comida durante 24 horas. Es en este período de no ingesta de alimentos que los vómitos continúan y aparece el intenso dolor en el abdomen. Es este dolor lo que lleva a la persona a buscar asistencia médica. 
Con un grado de hiperglucemia (glucosa plasmática <150 mg/dl [<8.33 mmol/l]) se puede descartar una cetoacidosis diabética. El médico tratante puede hallar signos de pancreatitis en la mayoría de los pacientes y muchos pudieran presentar un deterioro de la tolerancia a la glucosa o diabetes mellitus tipo II tras la recuperación del episodio agudo.

## Tratamiento
El tratamiento se inicia con una infusión IV de glucosa al 5% en solución de cloruro de sodio al 0.9% con adición de tiamina y otras vitaminas hidrosolubles y con reposición de potasio según las necesidades. La cetoacidosis y los síntomas gastrointestinales suelen responder con rapidez. (El uso de insulina es adecuado en los pacientes en quienes existe cualquier duda de una cetoacidosis diabética atípica.)